# William Fitzduncan
William Fitzduncan (gaélique: Uilleam mac Donnchada) († 1151/54), lord de Skipton et Craven, est un noble écossais.

## Biographie
Il est le seul enfant connu du roi Duncan II d'Écosse († 1094), et d’Ethelreda (ou Octreda) de Northumbrie. Il vit dans un premier temps dans la famille de sa mère en Allerdale après le meurtre de son père. Par sa mère, il hérite de la seigneurie d'Allerdale. Pourtant fils de roi, il ne revendique à aucun moment le trône pour lui-même.
Il est ensuite élevé à la cour de David, futur roi David Ier d'Écosse en 1124. C'est probablement celui-ci qui l'amène en Écosse avant 1124. William Fitzduncan lui est loyal et se met à son service. En 1138, conduisant l'armée écossaise, il mène un raid sur Wark on Tweed (en Angleterre). Son armée est ensuite victorieuse à Clitheroe et dévaste la région de Craven. Le 22 août 1138, il combat à la bataille de l'Étendard qui voit la défaite de l'armée écossaise.
Il n'existe pas de trace de ses activités jusqu'en 1151, quand le roi lui confirme les seigneuries de Skipton et Craven. Dans un document anglais du XIIIe siècle, il est dénommé comte de Moray, mais il n'est jamais appelé comme ça en Écosse. Le comté de Moray est d'ailleurs en possession de la couronne depuis 1130, après la mort d'Angus, mormaer de Moray. Il a été spéculé que William Fitzduncan aurait épousé en premières noces une fille de cet Angus, mais il n'en existe aucune preuve. Une hypothèse alternative est que son père, Duncan II, possédait des intérêts dans la région dont son fils aurait hérités.
Il meurt entre la confirmation de ses seigneuries en 1151 et 1154.

## Mariage et descendance
William Fitzduncan épouse, peut-être en secondes noces, une noble normande, Alice de Rumilly , qui hérite de terres à Copeland (Cumbria) et Skipton. Ils ont pour descendance connue :
- William surnommé le « Boy d’Egremont » disparu très jeune en 1163 ou peu après. Il succède à son père dans ses terres anglaises, mais meurt sans descendance ;
- Cécile (morte avant 1190) épouse Guillaume le Gros d'Aumale ;
- Amabel (morte avant 1201) épouse avant 1162 Reynold de Lucy ;
- Alice (morte 1212/1215) épouse d'abord Gilbert Pipard (mort en 1192) puis en 1192, Robert de Courtenay (mort en 1209).

William Fitzduncan a aussi un autre fils, peut-être issu d'un précédent mariage, Gospatric.
Son fils Donald MacWilliam, peut-être né d'une précédente union avec une « héritière de Moray »  ou illégitime, se considère comme l'héritier légitime du royaume d'Écosse. Il meurt en 1187 en tentant de faire valoir ses droits au « royaume de Moray » contre le roi d’Écosse Guillaume Ier le Lion. Les deux fils de Donald MacWilliam, Gothred MacWilliam exécuté en 1213 et Domnall Ban MacWilliam tué en 1215, périssent également dans des révoltes contre le roi.
Il a aussi été fait l'hypothèse que William Fitzduncan pourrait être le père de l'énigmatique Wimund. Celui-ci, moine à l'abbaye de Furness, est élu évêque des îles grâce à l'appui d'Olaf Ier de Man. Il est prétendant, comme « fils d'un comte de Moray », au trône écossais vers 1150, avant d'être aveuglé et relégué à vie dans l'abbaye de Byland dans le Yorkshire . De nos jours, les historiens pensent qu'il est plus probable qu'il soit réellement lié à la dynastie des mormaer de Moray, contrairement à ce qu'écrivait William de Newburgh.

### Sources
- (en) Richard Oram Domination and Lordship. Scotland 1070-1230 Eddinburgh University Press (Edinburgh 2011)  (ISBN 9780748614974). Table n°3 « The MacWilliams ».
- (en) A. A. M. Duncan, « William fitz Duncan (d. 1151x4) » dans « Duncan II (b. before 1072, d. 1094) », Oxford Dictionary of National Biography, Oxford University Press, 2004.
- (en) R. Andrew McDonald « Treachery in the remotest territories of Scotland »: Northern resistance to the Canmore Dynasty 1130-1230 Canadian Journal of History vol.33 (August 1999) p. 161-192.
- (en) G. W. S. Barrow Kingship and Unity: Scotland, 1000-1306, (Londres, 1981) (Edinburgh University Press Janvier 1989)  (ISBN 074860104X),